# The Old Dark House (1932)
The Old Dark House (deutsche Alternativtitel: Das Haus des Grauens und Das Haus des Schreckens) ist ein US-amerikanischer Horrorfilm von James Whale aus dem Jahr 1932. Der Film basiert auf den 1927 erschienenen Roman Von der Nacht überrascht (Benighted) von John Boynton Priestley.

## Handlung
Margaret und Philip Waverton sind mit ihrem Freund Roger Penderel mit dem Auto auf dem Weg nach Shrewsbury. In den Bergen von Wales werden sie von einem Sturm und sintflutartigem Regen überrascht. Als die Straße weggespült wird, suchen sie Zuflucht in einem alten, heruntergekommenen Herrenhaus in der Nähe.
Die Bewohner des Hauses, bestehend aus dem stummen und monströsen Butler Morgan, dem undurchsichtigen Atheisten Horace Femm und dessen religiös-fanatischer und gehässiger Schwester Rebecca Femm, sind den Reisenden nicht geheuer, doch angesichts ihrer Situation bleibt ihnen keine Alternative als zu bleiben. Im Verlauf des Abends kommen zwei weitere Zufluchtsuchende hinzu, der primitive Millionär Sir William Porterhouse und die Bühnentänzerin Gladys DuCane. Besonders der Hausherrin Rebecca sind die ungebetenen Gäste ein Dorn im Auge. Beiläufig erwähnt sie den tragischen „Unfall“ ihrer Schwester Rachel vor vielen Jahren, während Horace später eine Andeutung macht, dass er polizeilich gesucht werde.
Die Situation erfährt eine erste Eskalation, als der Butler Morgan in betrunkenem Zustand zu randalieren beginnt und Margaret verfolgt. Er kann jedoch zunächst von Philip ausgeschaltet werden. Während sich zwischen Roger und Gladys eine Romanze entspinnt, stoßen Margaret und Philip im Haus auf den bettlägerigen, 102-jährigen Familienpatriarchen Sir Roderick. Dieser berichtet ihnen vom Wahnsinn seiner Kinder Rebecca und Horace und von seinem ältesten Sohn Saul. Beunruhigt hören die Wavertons, dass der geisteskranke Saul im Dachgeschoss eingesperrt sei, weil er den Wunsch habe, das Haus samt seiner Bewohner in Flammen aufgehen zu lassen.
Der wieder zu sich gekommene Morgan hat derweil Saul freigelassen. Während die anderen den Butler in die Küche sperren, will Roger den befreiten Verrückten unschädlich machen. Zur Rede gestellt, erzählt ihm Saul, er sei unschuldig von seinen Geschwistern gefangengehalten worden, weil er Zeuge von deren Mord an der gemeinsamen Schwester Rachel gewesen sei. Aber schnell wird klar, dass er lediglich seine pyromanischen Pläne umsetzen will. Er setzt Roger außer Gefecht und beginnt sein Werk, doch anders als in der Romanvorlage überleben alle Gäste die Nacht, auch dank des mutigen Eingreifens von Roger. Schließlich werden Roger und Gladys ein Paar.

## Hintergrund
Bizarre und unheimliche Dialoge – „Kein Bett! Kein Bett für sie!“ „Sie erfüllten dieses Haus mit Gelächter und Sünde, mit Gelächter und Sünde.“ „Alle um mich herum sind verrückt, nur ich bin normal.“ „Schöner Stoff, er wird verrotten. Auch ihre schöne Haut, auch die verrottet mit der Zeit!“ etc. – sind charakteristisch für Das Haus des Grauens und heben den Film von anderen Horrorfilmen der 1930er ab.
Während der Film in England wegen seines ironischen, schwarzen Humors ein breites Publikum fand, blieb Whales Film in den USA zunächst erfolglos. Viele Jahre blieb der Film verschollen, bis die Original-Filmrollen um 1970 wiederentdeckt wurden. Allerdings wurde der Film bis 1994 nicht im Fernsehen ausgestrahlt, da es Copyright-Probleme mit William Castles Neuverfilmung von 1963 (Das alte finstere Haus) als Komödie gab.

## Synchronisation
Die deutsche Synchronfassung entstand im Jahr 1988, kurz vor der westdeutschen Fernsehpremiere am 10. März 1989.
| Rolle                          | Darsteller       | Synchronsprecher   |
| ------------------------------ | ---------------- | ------------------ |
| Roger Penderel                 | Melvyn Douglas   | Reinhard Glemnitz  |
| Philip Waverton                | Raymond Massey   | Frank Engelhardt   |
| Margaret Waverton              | Gloria Stuart    | Katharina Lopinski |
| Sir William „Bill“ Porterhouse | Charles Laughton | Lambert Hamel      |
| Gladys DuCane                  | Lilian Bond      | Marina Köhler      |
| Horace Femm                    | Ernest Thesiger  | Thomas Reiner      |
| Rebecca Femm                   | Eva Moore        | Marianne Wischmann |
| Sir Roderick Femm              | Elspeth Dudgeon  | Leo Bardischewski  |
| Saul Femm                      | Brember Wills    | Klaus Höhne        |

## Kritiken
Der Motion Picture Guide schrieb, Whales Film sei „meisterhaft inszeniert.“ Adolf Heinzlmeier und Berndt Schulz urteilten 1990 im Lexikon „Filme im Fernsehen“, The Old Dark House sei eine „melodramatische Horrorgroteske, die den Zuschauer zwischen Schmunzeln und Lachen hält; ein Klassiker des Genres“ (Wertung: 3 Sterne = sehr gut). Das 1988 herausgegebene Buch Spielfilme 89 schrieb: „Eine Rarität des Horrorfilms – schaurig-schön und voll schwarzer Ironie […]. Durch Licht- und Schattenspiele, Schockeffekte und sarkastisch-bedrohliche Dialoge schafft Whale es, die Stunden bis zum Morgengrauen so mit Psycho-Terror zu sättigen, daß das Schrecklichste zu erwarten ist […] Kultklassiker.“ Das Lexikon des internationalen Films war ebenfalls weitgehend positiv: „Eine Gruselkomödie, die zu den ganz großen Klassikern des Genres zählt; ein Feuerwerk darstellerischer Kabinettstücke, die die lächerliche Handlung vergessen machen.“
„Einen der denkwürdigsten Filme“ nannte Walter Benjamin den Streifen in einem Brief an Theodor W. Adorno und seine Frau Gretel. „Solltet Ihr den in irgendeiner Retrospektive noch aufspüren, so versäumet ihn keinesfalls.“